# هانا أينبيندير
هانا أينبيندير (مواليد 21 مايو 1995) هي ممثلة أمريكية، عُرفت لدورها في مسلسل هاكس. ناشطة سياسية و مدافعة عن القضية الفلسطينية و ضد جرائم إسرائيل في غزة 

## روابط خارجية
- هانا أينبيندير على موقع IMDb (الإنجليزية)
- هانا أينبيندير على موقع قاعدة بيانات الفيلم (الإنجليزية)